# فردوس (کویت)
شهر فردوس  (به عربی: الفردوس) در استان فروانیه در کشور کویت واقع شده‌است. جمعیت این شهر ۴۲٫۸۲۷ نفر است.